# Campionati italiani assoluti di atletica leggera indoor 2007
I XXXVIII Campionati italiani assoluti di atletica leggera indoor si sono tenuti ad Ancona dal 17 al 18 febbraio 2007 presso il Palaindoor. È stata la terza edizione dei campionati al coperto svoltasi nel capoluogo marchigiano, dopo quelle del 2005 e 2006.
Sono stati assegnati 26 titoli nazionali in altrettante discipline (13 maschili e 13 femminili).

## Risultati

### Uomini
| Specialità                                                                              | Oro                                                                                        | Prestazione | Argento                                                                          | Prestazione | Bronzo                                                                                      | Prestazione |
| Corse                                                                                   |                                                                                            |             |                                                                                  |             |                                                                                             |             |
| 60 m                                                                                    | Massimiliano Donati Gruppi Sportivi Fiamme Gialle                                          | 6"62        | Simone Collio Gruppi Sportivi Fiamme Gialle                                      | 6"65        | Jacques Riparelli Centro Sportivo Aeronautica Militare                                      | 6"70        |
| 400 m                                                                                   | Andrea Barberi Gruppi Sportivi Fiamme Gialle                                               | 46"78       | Claudio Licciardello Gruppi Sportivi Fiamme Gialle                               | 47"11       | Marco Moraglio Polisportiva Libertas Catania                                                | 47"98       |
| 800 m                                                                                   | Maurizio Bobbato Centro Sportivo Carabinieri                                               | 1'51"90     | Dario Milanesi Stato Maggiore Esercito DAR                                       | 1'53"01     | Thomas John Neri AS La Fratellanza 1874                                                     | 1'53"11     |
| 1500 m                                                                                  | Maurizio Bobbato Centro Sportivo Carabinieri                                               | 3'47"38     | Daniele Meucci Centro Sportivo Esercito                                          | 3'47"49     | Gilio Iannone Centro Sportivo Esercito                                                      | 3'48"40     |
| 3000 m                                                                                  | Marco Najibe Salami Centro Sportivo Esercito                                               | 8'06"34     | Daniele Meucci Centro Sportivo Esercito                                          | 8'06"36     | Yuri Floriani Gruppi Sportivi Fiamme Gialle                                                 | 8'07"72     |
| 60 m hs                                                                                 | Emiliano Pizzoli Centro Sportivo Carabinieri                                               | 7"88        | Andrea Alterio Gruppi Sportivi Fiamme Gialle                                     | 7"91        | Luca Ceglie Centro Sportivo Aeronautica Militare                                            | 7"92        |
| Marcia 5000 m                                                                           | Ivano Brugnetti Gruppi Sportivi Fiamme Gialle                                              | 18'08"86    | Alessandro Gandellini Gruppo Sportivo Fiamme Oro                                 | 19'22"62    | Jean-Jacques Nkouloukidi Gruppi Sportivi Fiamme Gialle                                      | 19'29"23    |
| Staffetta 4×1 giro                                                                      | Centro Sportivo Aeronautica Militare Andrew Howe Enrico Minetto Marco Moraglio Luca Ceglie | 1'27"50     | Centro Sportivo Carabinieri Marco Salvucci Marco Cuneo Domenico Rao Jacopo Marin | 1'27"81     | Atletica AVIS Macerata Alessandro Berdini Filippo Michele Reina Carlo Nardi Marco Scalpelli | 1'28"01     |
| Concorsi                                                                                |                                                                                            |             |                                                                                  |             |                                                                                             |             |
| Salto in alto                                                                           | Andrea Bettinelli Gruppi Sportivi Fiamme Gialle                                            | 2,29 m      | Nicola Ciotti Centro Sportivo Carabinieri                                        | 2,27 m      | Filippo Campioli Centro Sportivo Esercito                                                   | 2,18 m      |
| Salto con l'asta                                                                        | Giorgio Piantella Centro Sportivo Carabinieri                                              | 5,50 m      | Matteo Rubbiani Centro Sportivo Aeronautica Militare                             | 5,40 m      | Marco Boni Centro Sportivo Aeronautica Militare                                             | 5,20 m      |
| Salto in lungo                                                                          | Andrew Howe Centro Sportivo Aeronautica Militare                                           | 8,15 m      | Fabrizio Donato Gruppi Sportivi Fiamme Gialle                                    | 8,02 m      | Francesco Agresti Gruppo Sportivo Fiamme Oro                                                | 7,74 m      |
| Salto triplo                                                                            | Fabrizio Donato Gruppi Sportivi Fiamme Gialle                                              | 16,93 m     | Fabrizio Schembri Centro Sportivo Carabinieri                                    | 16,52 m     | Paolo Camossi Gruppo Sportivo Fiamme Azzurre                                                | 16,46 m     |
| Getto del peso                                                                          | Marco Di Maggio Centro Sportivo Aeronautica Militare                                       | 19,20 m     | Marco Dodoni Gruppo Sportivo Forestale                                           | 18,88 m     | Paolo Capponi Gruppo Sportivo Fiamme Oro                                                    | 18,10 m     |
| record dei campionati; record nazionale; record personale; record personale stagionale. |                                                                                            |             |                                                                                  |             |                                                                                             |             |

### Donne
| Specialità                                                                              | Oro                                                                                            | Prestazione | Argento                                                                      | Prestazione | Bronzo                                                                                | Prestazione |
| Corse                                                                                   |                                                                                                |             |                                                                              |             |                                                                                       |             |
| 60 m                                                                                    | Daniela Graglia Centro Sportivo Esercito                                                       | 7"31        | Anita Pistone Centro Sportivo Esercito                                       | 7"34        | Elena Sordelli Atletica Camelot                                                       | 7"44        |
| 400 m                                                                                   | Daniela Reina Gruppo Sportivo Fiamme Azzurre                                                   | 53"11       | Benedetta Ceccarelli Centro Sportivo Carabinieri                             | 54"01       | Maria Enrica Spacca Gruppo Sportivo Forestale                                         | 54"16       |
| 800 m                                                                                   | Elisa Cusma Piccione Centro Sportivo Esercito                                                  | 2'04"39     | Antonella Riva Fondiaria SAI Atletica                                        | 2'05"27     | Elisabetta Artuso Gruppo Sportivo Forestale                                           | 2'05"45     |
| 1500 m                                                                                  | Sara Palmas Centro Sportivo Esercito                                                           | 4'20"50     | Eleonora Berlanda Gruppo Sportivo Fiamme Oro                                 | 4'21"53     | Federica Dal Rì Centro Sportivo Esercito                                              | 4'21"55     |
| 3000 m                                                                                  | Silvia Weissteiner ASV Sterzing VB Latella NB                                                  | 8'58"93     | Elena Romagnolo Centro Sportivo Esercito                                     | 9'05"91     | Agnes Tschurtschenthaler ASV Sterzing VB Latella NB                                   | 9'06"52     |
| 60 m hs                                                                                 | Micol Cattaneo Centro Sportivo Carabinieri                                                     | 8"27        | Marzia Caravelli Jaky-Tech Apuana                                            | 8"36        | Marta Tomassetti Centro Sportivo Esercito                                             | 8"42        |
| Marcia 3000 m                                                                           | Elisa Rigaudo Gruppi Sportivi Fiamme Gialle                                                    | 12'14"72    | Rossella Giordano Gruppo Sportivo Fiamme Azzurre                             | 12'44"00    | Gisella Orsini Gruppo Sportivo Forestale                                              | 13'02"31    |
| Staffetta 4×1 giro                                                                      | Gruppo Sportivo Forestale Manuela Grillo Valentina Boffelli Giulia Arcioni Maria Enrica Spacca | 1'38"51     | Atletica Camelot Elena Sordelli Marina Mambretti Zoe Anello Eleonora Sirtoli | 1'39"03     | Centro Sportivo Esercito Anita Pistone Chiara Bazzoni Rita De Cesaris Daniela Graglia | 1'39"18     |
| Concorsi                                                                                |                                                                                                |             |                                                                              |             |                                                                                       |             |
| Salto in alto                                                                           | Antonietta Di Martino Gruppi Sportivi Fiamme Gialle                                            | 1,95 m      | Stefania Cadamuro Fondiaria SAI Atletica                                     | 1,84 m      | Maura Mannucci Atletica Studentesca CA.RI.RI.                                         | 1,78 m      |
| Salto con l'asta                                                                        | Elena Scarpellini Fondiaria SAI Atletica                                                       | 4,15 m      | Anna Giordano Bruno Fondiaria SAI Atletica                                   | 4,15 m      | Gloria Gazzotti Reggio Event's                                                        | 4,05 m      |
| Salto in lungo                                                                          | Valeria Canella Gruppo Sportivo Fiamme Azzurre                                                 | 6,35 m      | Tania Vicenzino Centro Sportivo Esercito                                     | 6,29 m      | Giovanna Franzon Gruppo Sportivo Forestale                                            | 5,97 m      |
| Salto triplo                                                                            | Francesca Carlotto Gruppo Sportivo Fiamme Azzurre                                              | 13,40 m     | Silvia Biondini Gruppo Sportivo Forestale                                    | 13,26 m     | Sara Fabris Unione Sportiva Quercia Rovereto                                          | 13,08 m     |
| Getto del peso                                                                          | Assunta Legnante Atletica Camelot                                                              | 18,65 m     | Chiara Rosa Gruppo Sportivo Fiamme Azzurre                                   | 18,28 m     | Cristiana Checchi Gruppo Sportivo Forestale                                           | 16,93 m     |
| record dei campionati; record nazionale; record personale; record personale stagionale. |                                                                                                |             |                                                                              |             |                                                                                       |             |